# کاتناغبیور، لوری
کاتناغبیور (به ارمنی: Կաթնաղբյուր) یک شهر در ارمنستان است که در استان لوری واقع شده‌است. کاتناغبیور در ۳۹ کیلومتری شمال غرب وانادزور، مرکز استان لوری واقع شده‌است.

## خصوصیات
کاتناغبیور ۹۹۸ نفر جمعیت دارد و در ارتفاع ۱۶۵۰ متر بالاتر از سطح دریا قرار گرفته‌است.
| سال   | ۱۸۹۷ | ۱۹۲۶ | ۱۹۳۹ | ۱۹۵۹ | ۱۹۷۰ | ۱۹۷۹ | ۲۰۰۱ | ۲۰۰۴ |
| جمعیت | ۳۳۳  | ۱۲۶۲ | ۱۶۳۵ | ۱۵۰۰ | ۱۳۲۴ | ۵۸۲  | ۹۹۸  | ۸۵۵  |